# Цветан Тодоров
Цвета́н То́доров, Цвєтан Тодоров (болг. Цветан Тодоров, фр. Tzvetan Todorov 1 березня 1939, Софія, Болгарія — 7 лютого 2017 р., Париж, Франція) — болгарський науковець. Дослідження Тодорова охоплюють широкий спектр наук: соціологія, політологія, філософія, історія, мовознавство, літературознавство, семіотика.

## Життя і наукова діяльність
Тодоров переїхав у 1963 році до Франції й оселився в Парижі, де у 1970 році він захистив докторську дисертацію. Невдовзі по переїзді він прийняв французьке громадянство. З 1968 року викладає у Національному центрі наукових досліджень (CNRS). З 1987 року він науковий директор CNRS. У 1970 році разом з Жераром Женеттом заснував журнал «Поетика».
Разом з Юлією Кристевою Тодоров пропагував у Франції ідеї російських формалістів (його книжка «Теорія літератури», 1965 р.) і вважається одним із засновників французького структуралізму.
В праці «Вступ до фантастичної літератури» (1970) Тодоров всебічно проаналізував жанр фантастики. Відтоді будь-які теоретизування на цю тему використовують підходи Тодорова.
В праці «Завоювання Америки. Проблема іншого» (1982) Тодоров проаналізував наслідки європейського колоніалізму та проблему іншості, що виникла внаслідок відкриття до того часу невідомих народів та культур. Тодоров прослідковує спроби іспанських вчених та кліриків розробити уявлення про іншість чужих культур і наслідки таких спроб для власної ідентичності.
Аналіз поняття «визнання», запропонований Тодоровим, цікавий з погляду антропології й соціології. Всупереч Ніколло Макіавеллі та Томасу Гоббсу, які розглядали спільноту, як необхідність і менше зло, Тодоров вважає потяг до спільного існування людською потребою. Ця потреба спирається на фізичне бажання визнання. Концепція бажання визнання, як центральна умова людського співжиття, спирається на ідеї психоаналізу Жака Лакана та інтерпретацію Гегеля Александром Коєве (Alexandre Kojève).
Цветан Тодоров викладав у Нью-Йоркському університеті, Колумбійському університеті, Єльському університеті та Університеті Берклі в Каліфорнії.
Тодоров був одружений з канадською письменницею Ненсі Х'юстон.
Помер 7 лютого 2017 року у Парижі.

## Праці
- Як перекладач і редактор: Théorie de la littérature: textes des formalistes russes. Seuil, Paris 1965. (передмова: Роман Якобсон, один із засновників структуралізму): Ed. du Seuil, Paris 2001, Collection points essais ISBN 2-02-049749-2
- La description de la signification en littérature. In: Communications 4, S. 33-39, 1964.
- Les categories du recit littéraire. In: Communications 8, S. 125—151, 1966
- Les anomalies sémantiques. In: Langages 1, 1966, S. 100—123
- Poétique. In: Quést-ce que le structuralisme. Hrsg. François Wahl und Oswald Ducrot. Ed. du Seuil, Paris 1968
- Introduction à la littérature fantastique. Ed. du Seuil, Paris 1968, ISBN 978-2-02-004374-8
- Grammaire du «Décaméron», Mouton, Frankfurt 1969, у цій праці Тодоров розробив поняття «Наратології».
- Poétique de la prose. Éd. du Seuil, Paris 1971, ISBN 2-02-002037-8
- Théories du symbole. Éd. du Seuil, Paris 1977, ISBN 2-02-004606-7
- Symbolisme et interprétation. Éd. du Seuil, Paris 1978, ISBN 2-02-004999-6
- Les genres du discours. Éd. du Seuil, Paris 1978 (Coll. Poétique.) ISBN 2-02-005000-5
- Dictionnaire encyclopédique des sciences du langage. mit Oswald Ducrot. Éd. du Seuil, Paris ISBN 2-02-014437-9
- Mikhaïl Bakhtine, le principe dialogique, Éd. du Seuil, Paris 1981, ISBN 2-02-005830-8
- La conquête de l'Amérique: la question de l'autre. Éd. du Seuil, Paris 1982, ISBN 2-02-012576-5
- Récits aztèques de la conquête. Textes choisis et prés. par Georges Baudot et Tzvetan Todorov; trad. du náhuatl par Georges Baudot et de l'espagnol par Pierre Cordoba; annotés par Georges Baudot. Éd. du Seuil, Paris 1983, ISBN 2-02-006628-9.
- Fréle bonheur. Essai sur Rousseau. Textes du XXe Siècle, Hachette, Paris 1985, ISBN 2-01-011213-X.
- Critique de la critique: un roman d'apprentissage. Éd. du Seuil, Paris 1984 ISBN 2-02-008510-0.
- Nous et les autres, La reflexion française sur la diversité humaine. Éd. du Seuil, Paris 1989, ISBN 2-02-018217-3.
- Les Morales de l'histoire. Grasset, Paris 1991, ISBN 2-246-42581-6.
- Face à l'extreme. Éd. du Seuil, Paris 1991, ISBN 2-02-012884-5 — український переклад «Обличчям до екстреми»
- Éloge du quotidien: essai sur la peinture hollandaise du XVII siècle, Adam Biro, Paris 1993, ISBN 2-02-031198-4.
- Une tragédie française — Eté 1944 : scènes de guerre civil. Éd. du Seuil, Paris 1994, ISBN 2-02-067920-5.
- La vie commune. Essai d'anthropologie générale. Paris 1995.
- Benjamin Constant. La passion démocratique. Hachette, Paris 1997, ISBN 2-253-13071-0
- Le Jardin imparfait. La pensée humaniste en France. Grasset, Paris 1998 ISBN 2-246-56981-8
- Les Abus de la mémoire. Arléa, Paris 1998, ISBN 2-86959-405-4
- La Fragilité du bien. Le sauvetage des Juifs bulgares. Вибрані й прокоментовані Тодоровим тексти. Пер. з болгарської Marie Vrinat, Irène Kristeva: Le Grand livre du mois. Albin Michel, Paris 1999. ISBN 2-226-11086-0
- Éloge de l'individu: essai sur la peinture flamande de la Renaissance. Adam Biro, Paris 2000
- Mémoire du mal, tentation du bien. Robert Laffont, Paris 2000, ISBN 2-221-09079-9
- Devoirs et Délices. Une vie de passeur. Інтерв'ю з Катрін Портвен (Catherine Portevin), Éd. du Seuil, Paris 2002, ISBN 2-02-067912-4
- Le Nouveau désordre mondial. Réflexions d'un Européen. Robert Laffont, Paris 2003 ISBN 2-221-10122-7
- Les Aventuriers de l'absolu. Robert Laffont, Paris 2005 ISBN 2-221-09968-0
- L'Esprit des Lumières. ebd. 2006, ISBN 2-221-10666-0
- La Littérature an péril. Flammarion, Paris 2007, ISBN 978-2-08-120189-7
- L'art ou la vie! Le cas Rembrandt. Biro, Paris 2008 ISBN 978-2-35119-042-5
- La Peur des barbares, Au-delà du choc des civilisations. Robert Laffont, Paris 2008 ISBN 2-221-11125-7
- La Signature humaine. Essais 1983—2008. Le Seuil, Paris 2009, ISBN 2-02-099326-0

## Українські переклади
- Обличчям до екстреми, Переклала з фр. Ярина Салига; Львів: Літопис, 2000—415 с., 966-7007-32-9
- Поняття літератури та інші есе; Переклав з фр. Євген Марічев. — К. : Видавничий дім «КМ Академія», 2006. — 161 с.

## Відзнаки
- 1991 Премія Жана Жака Руссо (Prix Jean Jacques Rousseau), Женева, за книжку «Les Morales de l'histoire»
- 1998 Європейська премія есеїстики імені Шарля Вейона (Prix Européen de l'Essai Charles Veillon), Лозанна, за «Benjamin Constant. La Passion démocratique»
- 2004 Премія Спінози (Spinoza-Prijs), Амстердам
- 2007 Премія Ґрінцане Кавур (Premio Grinzane Cavour), Турин, Премія «Діалог через континенти» (Premio «Dialogo tra i continenti»)
- 2008 Премія Монделло (Premio Mondello), спеціальна премія журі за книжку «La littérature en peril» (тобто італійське видання «La letteratura in pericolo»)
- 2008 Премія Принца Астурії